# Камран-мирза
Шахзаде Камран Мирза (1509 — 5 или 6 октября —1557) — могольский принц из династии Бабуридов, субадар Кабула и Кандагара (с 1528 года), Мултана (с 1528 года), Газни и Пенджаба (1530—1553), второй сын Бабура, основателя Империи Великих Моголов и первого Падишаха Империи Великих Монголов.

## Биография
В то время как его отец, Бабур, завоевывал северную Индию в 1525 году, Камран остался в Кандагаре, чтобы обеспечить свой северный фланг. Он отвечал за северную часть новообразованной империи, когда его отец умер в 1530 году. По словам историка Мугала Абульфа Фазла, последние слова Бабура, Хумаюну были: «не делай ничего против своих братьев, даже если они будут этого заслуживать».
В 1538, во время того как его брат Хумаюн сражался в Бенгалии, Камран, вместе с 12 000 солдат чтобы подавить восстание своего брата Хиндала. После возвращения Хумаюна, Камран отказался отдавать свои войска под командование Хумаюна и удалился в Лахор.
Шер-шах победил Хумаюна в битве при Каннаудже в мае 1540 года. После победы Шер-шах стал новым правителем северной Индии,а Хумаюн вынужден был покинуть Индию. Хумаюн отступил в Синд, но не получил там ожидаемой помощи и решил вернулся в Афганистан, но Камран не захотел отдавать Кабул и Кандагар своему старшему брату. В это время Камран-мирза, за спиной у Хумаюна, предложил свою поддержку Шер-шаху, если тот отдаст ему Пенджаб взамен. Но его предложение было отклонено. В этот момент Хумаюну предложили убить его мятежного младшего брата, но он отказался.
После серии неудачных попыток вернуть свой трон Хумаюн пересек Инд в 1543. Камран-мирза послал своего младшего брата Аскари, чтобы поймать его и отвезти в Кабул. Хумаюн сумел избежать ловушки его брата, и обратился за убежищем к шахиншаху Персии Тахмаспу I.
Когда Хумаюн был в Персии, Камран предложил шаху город Кандагар, если тот передаст ему своего брата. Однако Шах Тахмасп I поддержал Хумаюна в этой ссоре и предоставил Хумаюну войска, с которыми он победил Камрана.
Хумаюн смог войти в Кабул в ноябре 1545 года без кровопролития, так как правление Камрана было репрессивным, и население города стремилось избавиться от него.
После своего бегства Камран дважды возвращался в Кабул, но он оставался ненавистной фигурой для жителей города, так как его периоды правления включали в себя зверства против большого числа жителей города.
После его третьего и окончательного изгнания из Кабула Камран отправился ко двору врага Хумаюна, афганского короля Ислама Шаха (сына Шер-шаха)в Дели в 1552 году, где ему отказали в надежде на союз. Ислам Шах арестовал его и назначил доверенного советника, Хему, ответственным за передачу Камрана, Хумаюну.
Под давлением своих советников Хумаюн ослепил Камрана и отправил его совершить хадж в Мекку, где он умер в 1557 году.

## Семья
Камран-мирза был женат восемь раз:

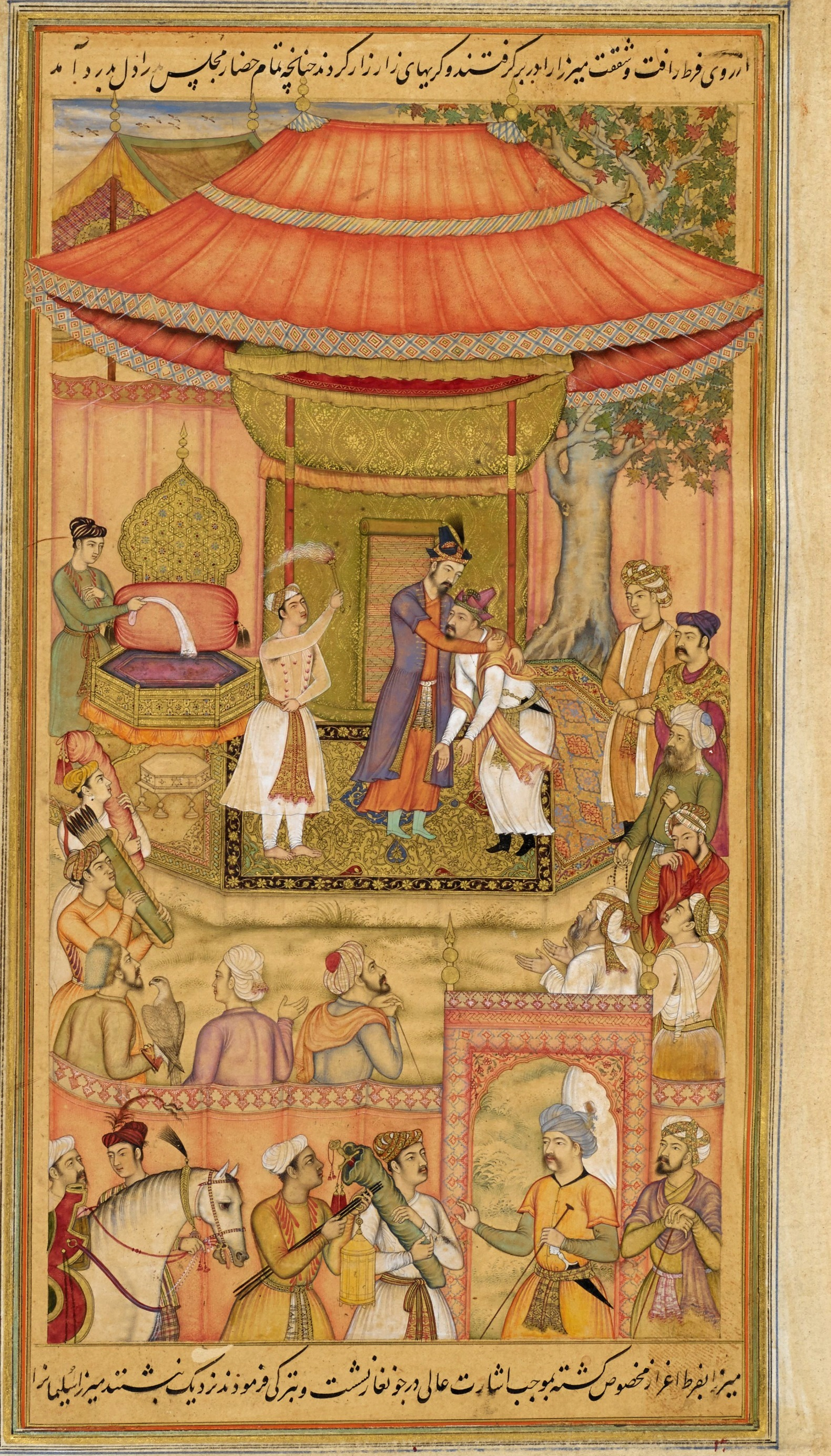
Художник Манохар. Мирза Камран выражает подчинение Хумаюну. Акбарнаме, 1602-3, Британская библиотека.

- Гульрух Бегум, дочь Амир Султан Али Мирза Тагай Бегчик, дядя Камрана по материнской линии
- Мухтарима ханум, дочь шаха Мухаммада Султана Джагатая, султана Кашгара, от его жены Хадиджи Султан ханум, четвертой дочери султана Ахмада Хана Джагатая
- Хазара Бегум, племянница хазарейского вождя Хизр-Хана
- Мах Бегум, дочь султана Увайса Кибчака из Куляба, правителя Бадахшана
- Михр Афроз бега, мать Хаджи Бегума
- Даулат Бахт Агача, мать Айши Султан Бегум
- Мах Чучак Бегум (1546—1558), дочь мир-Шаха Хусейна Аргуна, правителя Синда, Кандагара и Кабула, от его жены Мах Чучак Бегум, дочери Мирзы Мухаммада Мукима бега Агуна
- Сестра Абдуллы Хана Могола.

У Камрана было два сына:
- Ибрагим Султан Мирза (? — 1561)
- Абу-аль-Касим Мирза (1530—1553)

У Камрана было пять дочерей:
- Хабиба Султан Бегум Сахиба, 1-й муж с 1545 года Ясин уд-Даула Ак Султан, сын Аймана Ходжа Султан, сын Ахмада Алака, хана Моголистана (развод в 1551 году), 2-й муж — Мирза Абдурахман хан Дуглат.
- Гульрух Бегум Сахиба, замужем за Ибрагимом Хусейном Мирзой, третьим сыном султана Мухаммада Мирзы из Азампура, правителем Самбала
- Хаджи Бегум, отправилась в паломничество в Мекку в октябре 1575 года
- Гулизар Бегум, совершивший паломничество в Мекку в октябре 1575 года
- Айша Султан Бегум, муж — Фахр уд-дин хан Машхади (? — 1578). В 1551 году она и её мать бежали в Кандагар, но были захвачены на перевале Химар людьми Хумаюна.